# MacBeth Sibaya
Ntuthuko Macbeth-Mao Sibaya (Durban, Sudáfrica, 25 de noviembre de 1977) es un exfutbolista sudafricano. Jugaba de centrocampista y su último equipo fue el Moroka Swallows de Sudáfrica. Además, fue internacional con la selección de fútbol de Sudáfrica.

## Trayectoria
MacBeth Sibaya, que actuaba de centrocampista realizando labores defensivas, empezó su carrera en Hungría, jugando para el III. Kerületi TVE, pero aún en forma amateur. En su primera temporada, la 1998-99, no consiguió ayudar a su equipo a mantener la categoría, quedando el último clasificado del campeonato de Liga.
Después del descenso de su equipo decidió regresar a su país natal para unirse al Jomo Cosmos.
En 2002 emigró a Noruega donde fichó por el Rosenborg. En este equipo MacBeth Sibaya no dispuso de muchas oportunidades de jugar y solo disputó seis partidos oficiales. El equipo consiguió proclamarse campeón de Liga.
En 2003 firmó un contrato con el Rubin Kazan ruso, club que desembolsó 500 000 euros para poder ficharlo. Con este equipo ganó una Liga en 2008.
En 2011 regresó a su país para jugar con el Moroka Swallows.

## Selección nacional
Fue internacional con la selección de fútbol de Sudáfrica en 62 ocasiones. Su debut con la camiseta nacional se produjo el 25 de febrero de 2002 en el partido de clasificación para el Mundial 2002: Malaui 1-2 Sudáfrica, cuando saltó al campo en el minuto 64 sustituyendo a su compatriota Alfred Phiri.
Fue convocado para la Copa Mundial de Fútbol de 2002. MacBeth Sibaya jugó como titular los tres partidos que su selección disputó en el torneo: ante Paraguay (2-2), Eslovenia (1-0) y España (2-3).
Participó en la Copa FIFA Confederaciones 2009, torneo en el que disputó cuatro partidos.
También disputó en dos ocasiones la Copa Africana de Naciones: 2002 y 2004.
Fue convocado a la Copa Mundial de Fútbol de 2010 realizada en su país.

### Participaciones en Copas del Mundo
| Mundial                        | Sede                  | Resultado    | Partidos | Goles |
| ------------------------------ | --------------------- | ------------ | -------- | ----- |
| Copa Mundial de Fútbol de 2002 | Corea del Sur y Japón | Primera fase | 3        | 0     |
| Copa Mundial de Fútbol de 2010 | Sudáfrica             | Primera fase | 1        | 0     |

### Participaciones en Copas Africanas
| Copa                           | Sede  | Resultado        | Partidos | Goles |
| ------------------------------ | ----- | ---------------- | -------- | ----- |
| Copa Africana de Naciones 2002 | Malí  | Cuartos de final | 1        | 0     |
| Copa Africana de Naciones 2004 | Túnez | Primera fase     | 0        | 0     |

### Participaciones en Copas Confederaciones
| Copa                           | Sede      | Resultado    | Partidos | Goles |
| ------------------------------ | --------- | ------------ | -------- | ----- |
| Copa FIFA Confederaciones 2009 | Sudáfrica | Cuarto lugar | 4        | 0     |

## Clubes
| Club              | País      | Año       |
| ----------------- | --------- | --------- |
| III. Kerületi TVE | Hungría   | 1998-1999 |
| Jomo Cosmos       | Sudáfrica | 1999-2002 |
| Rosenborg         | Noruega   | 2002-2003 |
| Rubin Kazan       | Rusia     | 2003-2010 |
| Moroka Swallows   | Sudáfrica | 2011-2013 |

## Palmarés

### Campeonatos nacionales
| Título                | Club        | País    | Año  |
| --------------------- | ----------- | ------- | ---- |
| Tippeligaen           | Rosenborg   | Noruega | 2002 |
| Liga Premier de Rusia | Rubin Kazan | Rusia   | 2008 |
| Liga Premier de Rusia | Rubin Kazan | Rusia   | 2009 |
| Supercopa de Rusia    | Rubin Kazan | Rusia   | 2010 |